# Patricia Ayala Ruiz
Patricia Ayala Ruiz es una cineasta, documentalista y periodista colombiana, reconocida por dirigir los documentales Don Ca (2013) y Un asunto de tierras (2015).

## Carrera
En el año 2010, Ayala inició la etapa de producción de su primer largometraje documental, titulado Don Ca. El documental fue estrenado en Colombia en el año 2013 y presenta la historia de Camilo Arroyo Arboleda, un hombre que abandonó la comunidad de su hogar en la ciudad de Popayán para radicarse en el humilde municipio de Guapi y convertirse en una especie de mentor de la comunidad. Dos años más tarde estrenó su segundo largometraje, titulado Un asunto de tierras, donde explora el arduo proceso de la restitución de tierras en Colombia. También en 2015 realizó un documental para el canal Señal Colombia titulado Mutis, sobre la vida y obra del escritor colombiano Álvaro Mutis.

## Filmografía destacada

### Cine y televisión
- 2013 - Don Ca
- 2015 - Un asunto de tierras
- 2015 - Mutis